# Majoor Mulderkazerne
De Majoor Mulderkazerne is een kazerne van de Nederlandse Krijgsmacht aan de Wolweg in Stroe welke is vernoemd naar de Majoor Hendrik Jan Mulder. De kazerne grenst aan de Generaal-majoor Kootkazerne en is ook toegankelijk via deze kazerne.

## Geschiedenis
Tussen 1941 en 1943 bouwden de Duitsers een munitiedepot voor de Luftwaffe bij Stroe waarbij de spoorlijn tussen Amersfoort en Apeldoorn zorgde voor een goede verbinding van het munitiedepot met de rest van het land. Er waren toen tien leger-, zorg- en hulpgebouwen gebouwd. In de hoop niet gebombardeerd te worden door de geallieerden, werden deze gebouwd zodat deze vanuit de lucht veel op boerderijen leken. Er waren naast deze gebouwen ongeveer 75 munitiebunkers, vier spoorwegperrons en enkele personeelsbunkers. Kort voor de bevrijding brachten de Duitsers bijna alle munitiebunkers en treinperrons tot ontploffing. Alleen de legergebouwen bleven intact, waarvan sommige nog steeds bestaan.
Na de oorlog werden grote hoeveelheden voertuigen en ander materieel dat door de geallieerden was achtergelaten opgeslagen in Kamp Stroe, en later ook het oorlogsmateriaal en technisch reservemateriaal van de Koninklijke Landmacht. Vanaf 1947 ging een compagnie van 300 man dit materieel beheren.

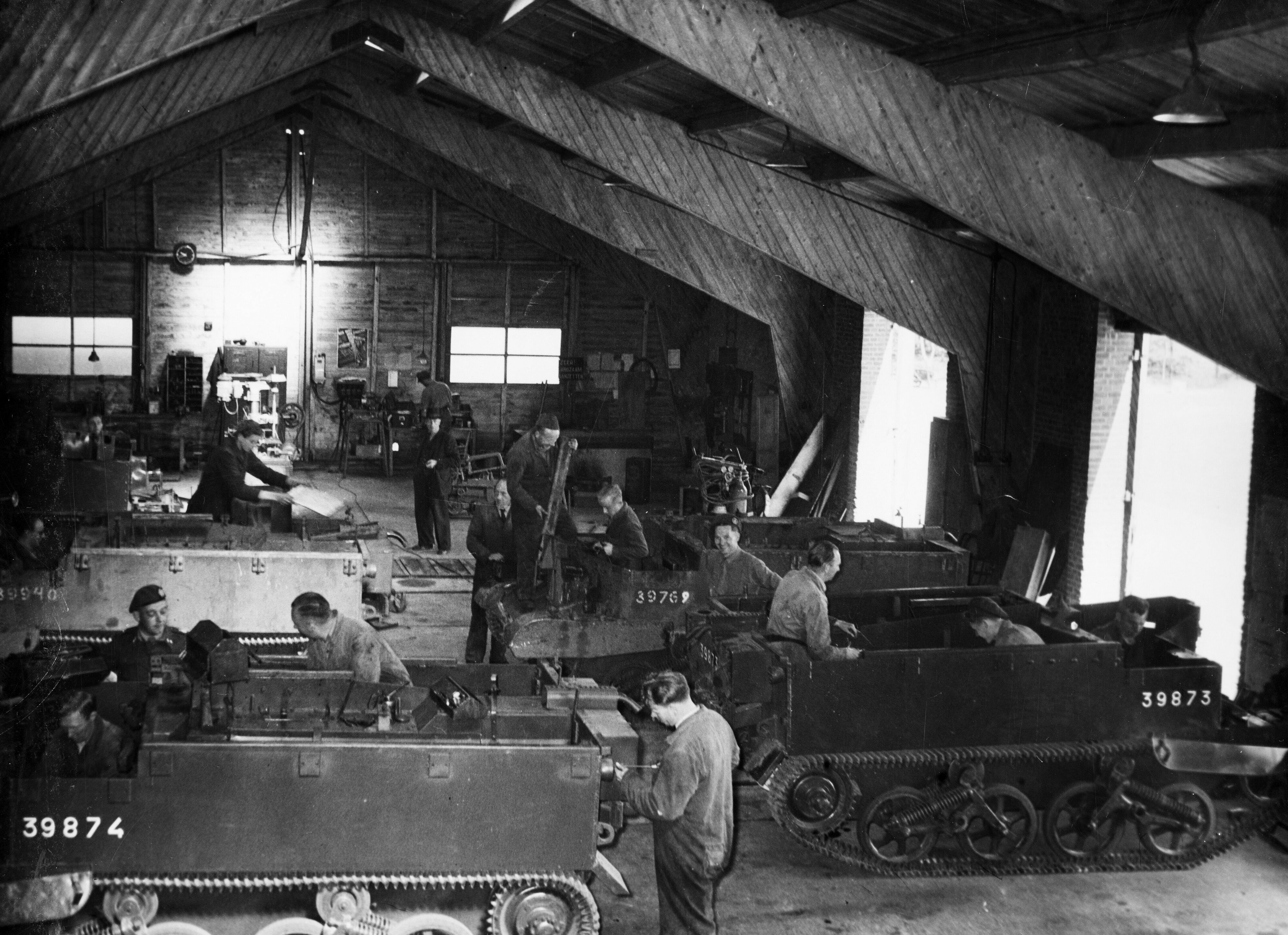
Werkplaats van het 2e Voertuigenpark in Stroe, met Ford Universal Carriers T16 (Windsor)-rupscarriers die hersteld worden.

In 1990 kreeg het kamp uiteindelijk de naam Majoor Mulderkazerne. Ondertussen huisvestte de kazerne ook andere legereenheden, zoals de sectie Verkeer/Vervoer van het Eerste Legerkorps.

## Militair Penitentiair Centrum
In mei 1999 werd het Militair Penitentiair Centrum (MPC) van Nieuwersluis verplaatst naar de Majoor Mulderkazerne.
Het MPC biedt onderdak aan militairen die zijn veroordeeld tot een gevangenisstraf van maximaal zes maanden. Het complex doet ook dienst als Huis van bewaring (HvB) waar gedetineerden in voorarrest zitten in afwachting van hun straf. Het MPC biedt plaats aan 13 gedetineerden. Het aantal bewaarders blijft constant: Tien burgerpersoneelsleden en zeven militairen die werken in ploegendienst.
Het MPC bestaat uit een meldkamer, cellen, een luchtkooi, een woonkamer (met eettafel en keuken). Verder is er een fitnessruimte, sportveld, houtzagerij, broeikas en een geitenverblijf.